# Jaroslav Rakitskij
Jaroslav Volodimirovitj Rakitskij (på ukrainsk: Ярослав Володимирович Ракицький) (født 3. august 1989 i Persjotravensk, Sovjetunionen) er en ukrainsk fodboldspiller, der er forsvarer eller alternativt midtbanespiller hos Shakhtar Donetsk. Han har spillet for klubben hele sin seniorkarriere, startende i 2006. Han vandt det ukrainske mesterskab med klubben i 2010.

## Landshold
Rakitskij har (pr. 11. oktober 2013) spillet 25 kampe og scoret fire mål for Ukraines landshold, som han debuterede for 10. oktober 2009 i en VM-kvalifikationskamp mod England i Kyiv.